# スクマ語
スクマ語（soukouma、kesukuma、kisukuma）は、ニジェール・コンゴ語族のバントゥー語群に属する言語である。話者はタンザニア北西部のヴィクトリア湖南岸地域（ムワンザ州、シニャンガ州）に約544万人（2006年）いる。

## 方言
- Gwe (suk-gwe)
- Kiya (suk-kiy)